# Liste der Baudenkmale in Neetze
In der Liste der Baudenkmale in Neetze sind die Baudenkmale der niedersächsischen Gemeinde Neetze und ihrer Ortsteile aufgelistet. Der Stand der Liste ist der 27. Januar 2023. Die Quelle der  IDs und der Beschreibungen ist der Denkmalatlas Niedersachsen.

## Allgemein
In den Spalten befinden sich folgende Informationen:
- Lage: die Adresse des Baudenkmales und die geographischen Koordinaten. Kartenansicht, um Koordinaten zu setzen. In der Kartenansicht sind Baudenkmale ohne Koordinaten mit einem roten Marker dargestellt und können in der Karte gesetzt werden. Baudenkmale ohne Bild sind mit einem blauen Marker gekennzeichnet, Baudenkmale mit Bild mit einem grünen Marker.
- Bezeichnung: Bezeichnung des Baudenkmales
- Beschreibung: die Beschreibung des Baudenkmales. Unter § 3 Abs. 2 NDSchG werden Einzeldenkmale und unter § 3 Abs. 3 NDSchG Gruppen baulicher Anlagen und deren Bestandteile ausgewiesen.
- ID: die Objekt-ID des Baudenkmales
- Bild: ein Bild des Baudenkmales, ggf. zusätzlich mit einem Link zu weiteren Fotos des Baudenkmals im Medienarchiv Wikimedia Commons. Wenn man auf das Kamerasymbol klickt, können Fotos zu Baudenkmalen aus dieser Liste hochgeladen werden:

## Neetze

### Gruppe: Wassermühle Neetze
Die Gruppe hat die ID: 34327475. Wassermühle mit Mühlengebäude, Stauwehr und Scheune. Mühle wird durch das angestaute Wasser der Neetze betrieben. Stauwehr, Mühlengebäude und Scheune sind nebeneinander auf Nordseite der Lüneburger Landstraße angeordnet.

| Lage                                                  | Bezeichnung | Beschreibung | ID       | Bild                                                                                                |
| ----------------------------------------------------- | ----------- | --- | -------- | --------------------------------------------------------------------------------------------------- |
| Lüneburger Landstraße 16 53° 15′ 56″ N, 10° 37′ 10″ O | Wassermühle | Traufständiger, eingeschossiger Fachwerkbau unter Halbwalmdach in Hohlpfannendeckung. Außermittiger Dacherker mit Aufzugslucke auf Straßenseite. Errichtet zweite Hälfte 19. Jh. | 28832183 | [[Vorlage:Bilderwunsch/code!/C:53.265444,10.619327!/D:Lüneburger Landstraße 16, Wassermühle!/\|BW]] |
| Lüneburger Landstraße 16 53° 15′ 56″ N, 10° 37′ 10″ O | Stauwehr    | Stauanlage mit Wehr der Neetzer Mühle. Errichtet zweite Hälfte 19. Jh. | 40062976 | [[Vorlage:Bilderwunsch/code!/C:53.265444,10.619327!/D:Lüneburger Landstraße 16, Stauwehr!/\|BW]]    |
| Lüneburger Landstraße 16 53° 15′ 55″ N, 10° 37′ 11″ O | Scheune     | Traufständiger Fachwerkbau unter Halbwalmdach in Hohlpfannendeckung, Halbwalme in Faserzementrautendeckung. Errichtet zweite Hälfte 19. Jh.                                      | 40063011 | [[Vorlage:Bilderwunsch/code!/C:53.265378,10.619799!/D:Lüneburger Landstraße 16, Scheune!/\|BW]]     |

### Gruppe: Gutshof Neetze
Die Gruppe hat die ID: 34327459. Gutshof mit Herrenhaus und zwei Scheunen. Die drei Bauten gruppieren sich um einen rechteckigen Hof, an dessen südwestlichen Ende das traufständige Herrenhaus am Übergang zum Park steht. Die Einfahrt liegt auf Nordostseite und ist ein Abzweig aus Kurve der Von-Estorff-Straße.

| Lage                                               | Bezeichnung | Beschreibung | ID       | Bild |
| -------------------------------------------------- | ----------- | --- | -------- | ---- |
| Von-Estorff-Straße 10 53° 15′ 45″ N, 10° 37′ 10″ O | Herrenhaus  | Traufständiger, eingeschossiger Fachwerkbau unter ziegelgedecktem Walmdach. Weiß geschlämmte Gefache. Auf Langseite zum Hof mittig dreiachsiges Zwerchhaus über dem Haupteingang. Errichtet Mitte 19. Jh. | 28832124 | BW   |
| Von-Estorff-Straße 10 53° 15′ 47″ N, 10° 37′ 12″ O | Scheune     | Fachwerkbau unter flach geneigtem Satteldach. Weiß geschlämmte Gefache. Errichtet im 19. Jh. | 28832164 | BW   |
| Von-Estorff-Straße 10 53° 15′ 45″ N, 10° 37′ 13″ O | Scheune     | Fachwerkbau unter Halbwalmdach in Ziegeldeckung. Weiß geschlämmte Gefache. Errichtet im 19. Jahrhundert.                                                                                                  | 28832145 | BW   |

### Einzelobjekte
| Lage                                                  | Bezeichnung               | Beschreibung | ID       | Bild |
| ----------------------------------------------------- | ------------------------- | --- | -------- | --- |
| Bahnhofstraße 1 53° 15′ 56″ N, 10° 37′ 26″ O          | Wohn-/ Wirtschaftsgebäude | Giebelständiger Fachwerkbau in Zweiständerbauweise mit Backsteinausfachungen unter Halbwalmdach in Reetdeckung. Errichtet 1766(i). | 28832311 | BW |
| Bleckeder Landstr. 8 53° 15′ 54″ N, 10° 37′ 33″ O     | Wohn-/ Wirtschaftsgebäude | Giebelständiger Fachwerkbau in Zweiständerbauweis mit Backsteinausfachung auf Feldsteinsockel und unter Halbwalmdach. Zwerchhäuser über beiden Eingängen an den Langseiten, im Westen mit Vorbau. Bauinschrift am Wirtschaftsgiebel über dem Dielentor. Errichtet 1848(i). | 28832349 | BW |
| Bleckeder Landstr. 10 53° 15′ 55″ N, 10° 37′ 39″ O    | Wohn-/ Wirtschaftsgebäude | Fachwerkbau in Vierständerbauweise unter Halbwalmdach ursprünglich in Weichdeckung. Bauinschrift am Wirtschaftsgiebel. Bauinschrift am Wirtschaftsgiebel. Errichtet 1864(i). | 28832292 | BW |
| Lüneburger Landstraße 53° 15′ 57″ N, 10° 37′ 18″ O    | St. Willibrord            | Bereits ab dem 13. Jahrhundert erbaut, aber immer wieder verändert; so stammt das Südportal aus der Zeit um 1500, der Westturm wahrscheinlich aus dem Jahr 1717. Feldsteinbau mit dreiseitigen Ostschluss. Im Inneren flache Holztonne mit Voute. Mittelschrein eines Flügelaltars eines Lüneburger Meisters aus der Zeit um 1420. Die Predella und die Seitenflügel 1592 angefügt. Kanzel im Stil der Renaissance aus 17. Jh.                       | 28832691 | |
| Lüneburger Landstraße 53° 15′ 56″ N, 10° 37′ 18″ O    | Kriegerdenkmal            | Das Kriegerdenkmal befindet sich westlich der Kirche in der Nähe der Neetze unter Bäumen. | 28832256 | [[Vorlage:Bilderwunsch/code!/C:53.26562,10.621577!/D:Lüneburger Landstraße, Kriegerdenkmal!/\|BW]]               |
| Lüneburger Landstraße 11 53° 15′ 54″ N, 10° 37′ 16″ O | Wohn-/ Wirtschaftsgebäude | Fachwerkbau in Zweiständerbauweise mit Unterrähmkonstruktion und Backsteinausfachungen unter Halbwalmdach in Reetdeckung. Unregelmäßiges Gefüge im EG, leicht vorkragendes Giebeltrapez mit regelmäßigen Fußwinkelhölzern. Außermittige Einfahrt mit Vorschauer. Errichtet etwa um 1700, eine Umbauphase etwa um 1900. | 28832219 | [[Vorlage:Bilderwunsch/code!/C:53.265001,10.62118!/D:Lüneburger Landstraße 11, Wohn-/ Wirtschaftsgebäude!/\|BW]] |
| Lüneburger Landstraße 15 53° 15′ 54″ N, 10° 37′ 12″ O | Wohn-/ Wirtschaftsgebäude | Fachwerkbau mit Backsteinausfachung mit Querdieleneinfahrt unter Halbwalmdach in Reet- und Hohlpfannendeckung. Am Ostgiebel rechtwinklig angebautes niedriges Wirtschaftsgebäude in Fachwerk unter Halbwalmdach in Reetdeckung. Ehemaliger Torbalken mit Bauinschrift wiederverwendet als Torstütze. Geschnitzte Inschriftentafel aus Eichenholz über Wohneingang. Errichtet wahrscheinlich 1806(i) unter Verwendung ältere Bausubstanz von 1748(i). | 28832200 | [[Vorlage:Bilderwunsch/code!/C:53.26505,10.620106!/D:Lüneburger Landstraße 15, Wohn-/ Wirtschaftsgebäude!/\|BW]] |

## Neu Neetze

### Einzelobjekte
| Lage                                              | Bezeichnung               | Beschreibung | ID       | Bild |
| ------------------------------------------------- | ------------------------- | --- | -------- | ---- |
| Jürgenstorfer Weg 17 53° 17′ 49″ N, 10° 36′ 58″ O | Wohn-/ Wirtschaftsgebäude | Fachwerkbau in Zweiständerbauweise über Steinquadersockel mit Backsteinausfachung unter Halbwalmdach in Reetdeckung. Bauinschrift auf Giebelschwelle. Errichtet 1841(i).                                                                 | 28832444 | BW   |
| Zur Wassermühle 1 53° 17′ 26″ N, 10° 34′ 50″ O    | Mühle Neetze-Neumühlen    | Dreigeschossiger Fachwerkbau unter flach geneigtem Satteldach mit Dachaufbau. Technik vollständig vorhanden. Errichtet Anfang 20. Jh. 1942 Umrüstung auf Francis-Schacht-Turbine. Mit dreiteiligem Schützenwehr und Rechen ausgestattet. | 28832406 | BW   |

## Süttorf

### Gruppe baulicher Anlagen
| Lage                         | Bezeichnung                                        | Beschreibung | ID       | Bild |
| ---------------------------- | -------------------------------------------------- | ------------ | -------- | ---- |
| 53° 14′ 49″ N, 10° 38′ 13″ O | Ortskern mit Eichenwäldchen, Straße westlich Nr. 1 |              | 34327491 | BW   |

### Einzelobjekte
| Lage                                         | Bezeichnung               | Beschreibung | ID       | Bild |
| -------------------------------------------- | ------------------------- | ------------ | -------- | ---- |
| Am Eichenwald 1 53° 14′ 52″ N, 10° 38′ 13″ O | Scheune                   |              | 28832596 | BW   |
| Am Eichenwald 1 53° 14′ 51″ N, 10° 38′ 13″ O | Scheune                   |              | 28832577 | BW   |
| Am Eichenwald 9 53° 15′ 0″ N, 10° 38′ 6″ O   | Wohn-/ Wirtschaftsgebäude |              | 28832105 | BW   |
| Dorfstraße 3 53° 14′ 40″ N, 10° 38′ 21″ O    | Wohn-/ Wirtschaftsgebäude |              | 28832539 | BW   |
| Dorfstraße 3 53° 14′ 40″ N, 10° 38′ 21″ O    | Scheune                   |              | 28832501 | BW   |
| Dorfstraße 3 53° 14′ 42″ N, 10° 38′ 16″ O    | Scheune                   |              | 28832520 | BW   |
| Dorfstraße 5 53° 14′ 46″ N, 10° 38′ 1″ O     | Wohn-/ Wirtschaftsgebäude |              | 28832482 | BW   |
| Dorfstraße 7 53° 14′ 43″ N, 10° 38′ 18″ O    | Wohnhaus                  |              | 28832463 | BW   |
| Moorweg 2 53° 14′ 54″ N, 10° 38′ 15″ O       | Wohn-/ Wirtschaftsgebäude |              | 28832558 | BW   |

## Ehemalige Baudenkmale
| Lage                                                        | Bezeichnung               | Beschreibung | ID | Bild                                                                                          |
| ----------------------------------------------------------- | ------------------------- | ------------ | -- | --------------------------------------------------------------------------------------------- |
| Neetze Am Kamp 15 53° 16′ 3″ N, 10° 37′ 34″ O               | Hofanlage                 |              |    | [[Vorlage:Bilderwunsch/code!/C:53.267368,10.626184!/D:Neetze Am Kamp 15, Hofanlage!/\|BW]]    |
| Neetze Am Kamp 19 53° 16′ 4″ N, 10° 37′ 32″ O               |                           |              |    | [[Vorlage:Bilderwunsch/code!/C:53.26783,10.62552!/D:Neetze Am Kamp 19,!/\|BW]]                |
| Neetze Lüneburger Landstraße 2 53° 15′ 55″ N, 10° 37′ 24″ O |                           |              |    | [[Vorlage:Bilderwunsch/code!/C:53.265246,10.623379!/D:Neetze Lüneburger Landstraße 2,!/\|BW]] |
| Süttorf Nr. 12 53° 14′ 56″ N, 10° 38′ 11″ O                 | Wohn-, Wirtschaftsgebäude |              |    | BW                                                                                            |